# ルイ・マルタン
ルイ・マルタン（Louis Martin, 1907年7月7日 - 1978年）は、フランスの指揮者。
ナントの出身。1920年代より地元ナントのオーケストラで指揮活動を行う。1945年からストラスブール教職者合唱団を指揮し、1967年に合唱団がストラスブール大聖堂聖歌隊に改組された後も指揮者を務めた。また、1948年から1955年まではストラスブール放送交響楽団の首席指揮者も務めた。1960年から1973年までストラスブール音楽院の院長を務めた。

## 註
1. ↑  Maréchal, Hervé (1982). La Philhar : orchestre d'harmonie de Nantes : d'un siècle à l'autre, les métamorphoses d'une société musicale. Coiffard. p. 164. OCLC 471032419
2. ↑  “Louis Martin”. 2017年5月22日時点のオリジナルよりアーカイブ。2017年5月22日閲覧。